# Голиковы
Голиковы — древний русский дворянский род, разделившийся на несколько ветвей.
1. Потомство Михаила Кирилловича Голикова, владевшего поместьями в Боровском и Рузском уездах (1628).
2. Потомство курского купца Ивана Илларионовича Голикова, пожалованного Екатериной II (1788) золотой медалью и шпагой «за открытие у берегов Северной Америки новых земель и народов».
3. Потомство обер-прокурора Сената, Климента Гавриловича Голикова, записанное в I части родословной книги Тульской губернии (см. герб)[1].

## История рода
Василий Голиков владел поместьем в Тульском уезде (ранее 1587).
Жилец Никифор Нехорошев упоминается (1625). Никифор Неронович служил в Вязьме стрелецким сотником и вёрстан по Москве (1622). Кирей Григорьевич владел поместьем в Елецком уезде (1627-1630). Воин Голиков стрелецкий голова, ему велено быть на Терке у шёлкового дела (1650). Недрыгайловский сын боярский Владимир Голиков упомянут (1651-1652).
Двое представителей рода владели населёнными имениями (1699).

## Описание герба
В середине щита голубого цвета находится восьмиугольная серебряная Звезда, по которой горизонтально изображён красного цвета Пояс с двумя на нём золотыми Пчёлами летящими на правую сторону.
Щит увенчан дворянскими шлемом и короной. Нашлемник: три страусовых пера. Намёт на щите голубой, подложенный серебром. Герб Климента Гавриловича Голикова внесён в Часть 2 Общего гербовника дворянских родов Всероссийской империи, стр. 149.